# Cire perdue
Cire perdue, franska "förlorat vax", är en gjutteknik där en vaxmodell går förlorad vid gjutning av ett föremål i metall. Den har använts sedan bronsåldern.
En vaxmodell av det önskade föremålet gjuts in i lera eller gips. När formen stelnat hettas den upp så att vaxet smälter och rinner ut, leran hårdnar till keramik eller gipsen härdar (kristallvattnet avgår). Vaxet lämnar efter sig en hålighet som förses med en mynnigstratt. Därefter hälls metallsmältan i formens hålighet. När metallen svalnat slår man sönder gjutformen, som alltså inte går att återanvända. Inom arkeologin betraktas fynd av sådana gjutformsfragment som en viktig fingervisning om var metallhantverk ägt rum.
Gipsformar av detta slag används endast för gjutning av metallegeringar med relativt låg smälttemperatur, exempelvis guld[källa behövs], brons och aluminium.
Under 1930-talet utvecklades en industriell metod för precisionsgjutning av stål samt varmhållfasta legeringar med kobolt eller nickel som bas. Denna metod innebär att vaxmodellen påförs en keramisk beläggning som sintras till porslin sedan vaxet smälts ur. Gjutformen hålls vid en temperatur 900–1.000 grader då smältan hälls i formen.[källa behövs]

## Bildsekvens

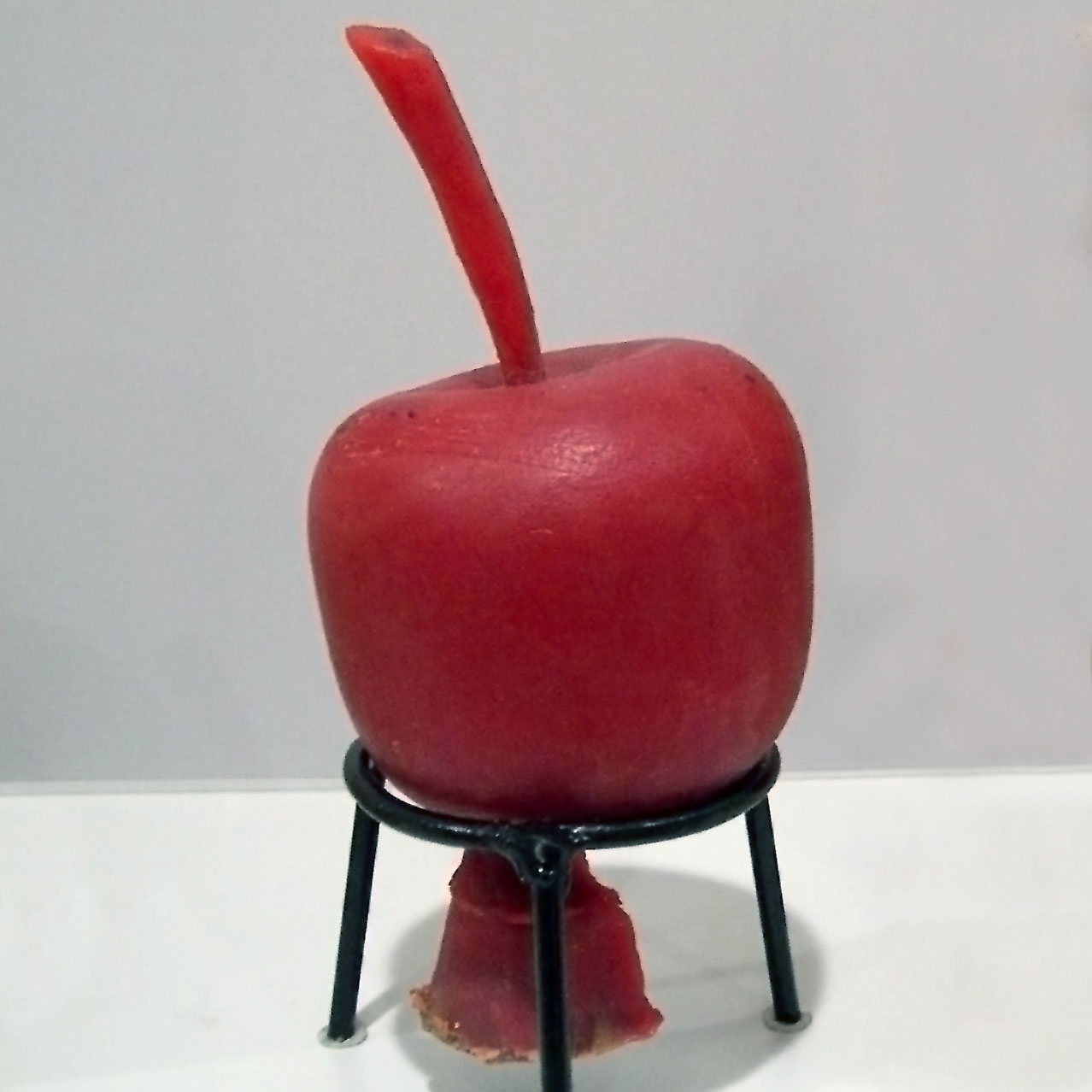
1
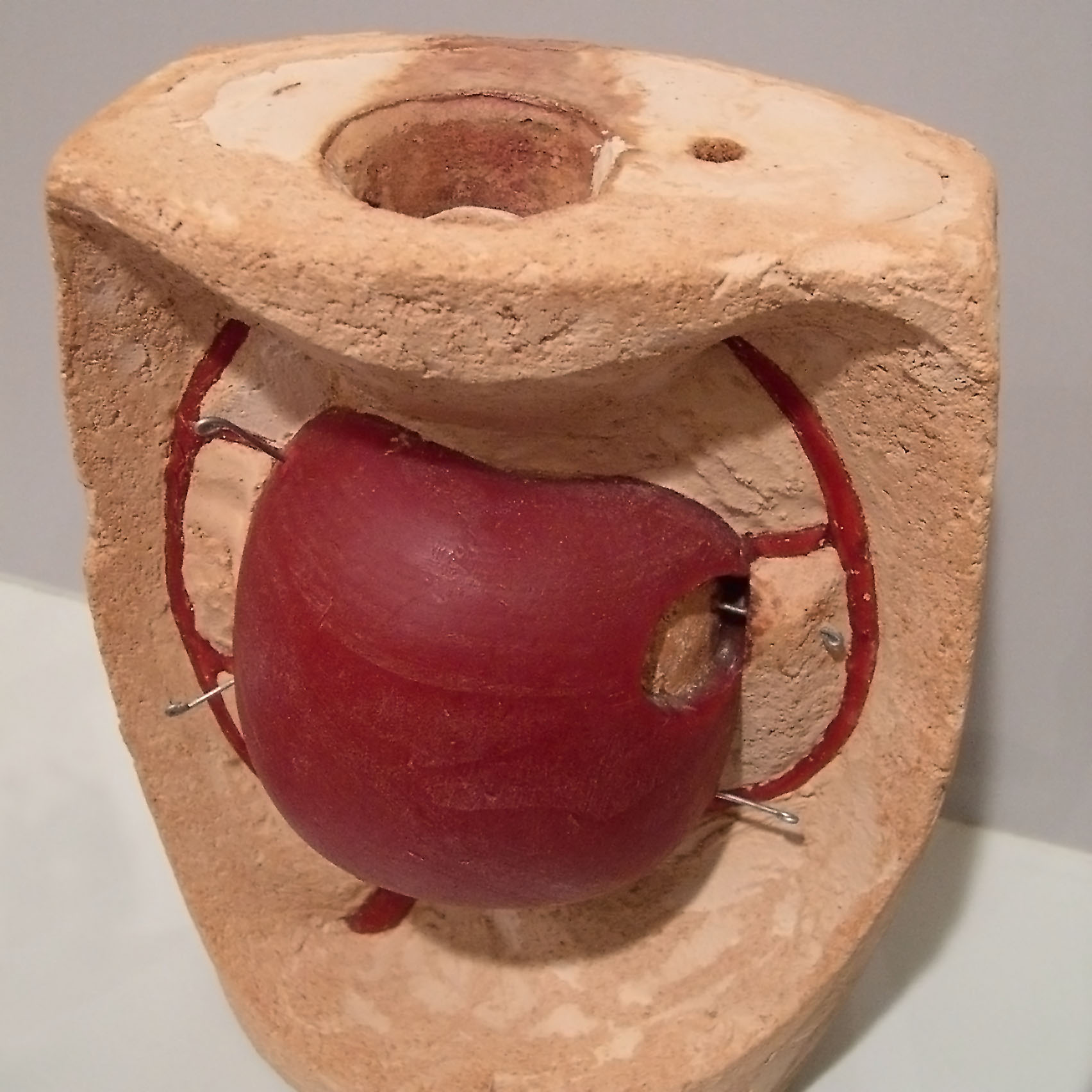
2
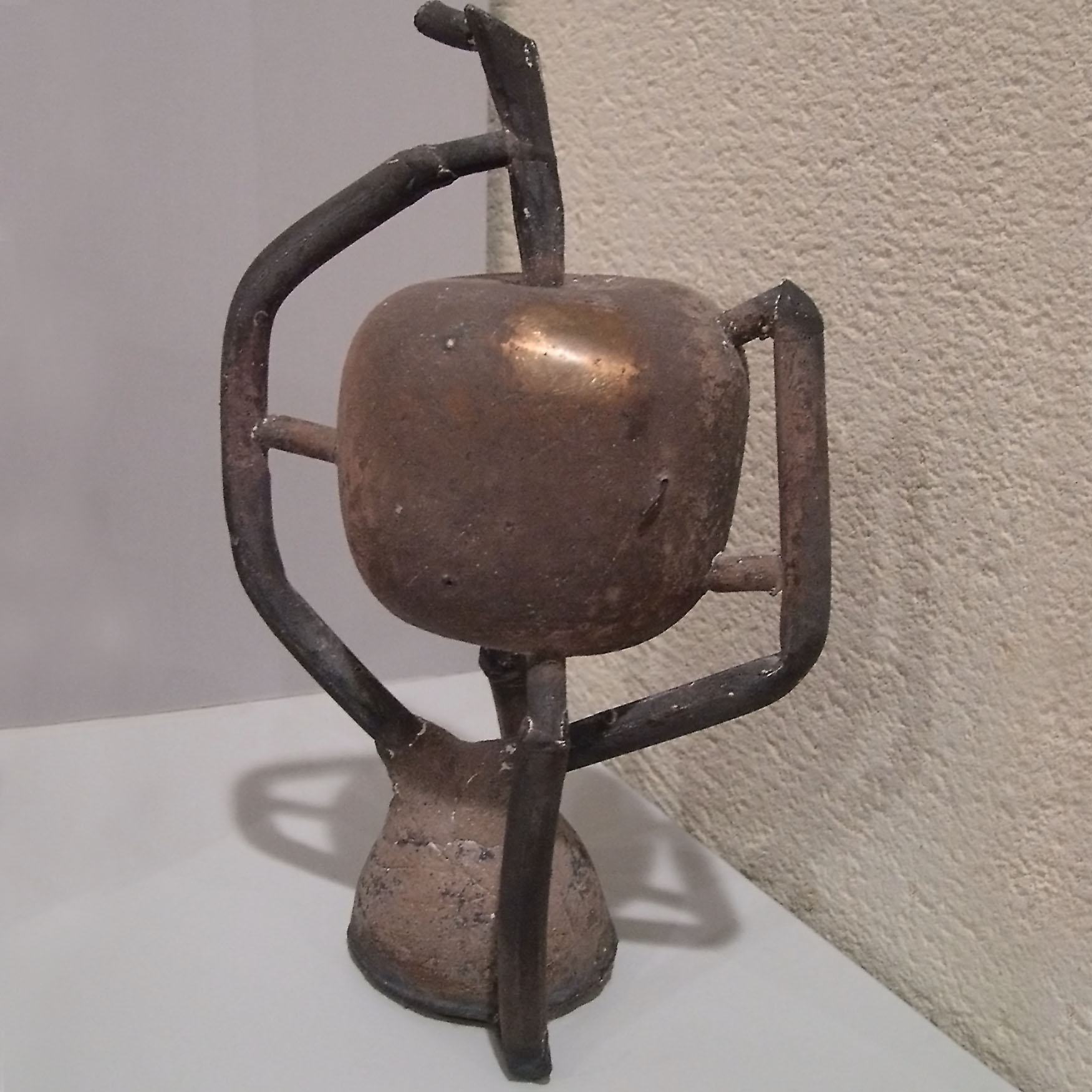
3